# Gennes-Ivergny
Gennes-Ivergny é uma comuna francesa na região administrativa de Altos da França, no departamento de Pas-de-Calais. Estende-se por uma área de 10,98 km². Em 2010 a comuna tinha 127 habitantes (densidade: 11,6 hab./km²).